# Phippsburg (Kolorado)
Phippsburg – jednostka osadnicza w Stanach Zjednoczonych, w stanie Kolorado, w hrabstwie Routt.